# Jup do Bairro
Jup Lourenço da Mata Pires, mais conhecida por seu nome artístico Jup do Bairro (São Paulo, 21 de janeiro de 1993), é uma artista multimídia brasileira, que atua na Música, no Cinema e nas Artes Performáticas. Nasceu e vive até hoje no bairro Valo Velho, região do Capão Redondo, periferia da cidade de São Paulo (SP).

## Biografia e carreira
Jup nasceu e foi criada no Valo Velho, bairro do distrito do Capão Redondo, zona sul da cidade de São Paulo.
A Multiartista iniciou sua carreira em 2007, Jup do Bairro encontrou nas artes a possibilidade de externar suas vivências. Durante sua trajetória, atuou como educadora, palestrante, stylist, atriz, cantora, performer e produtora de eventos, tudo de forma autodidata e sempre colocando em pauta narrativas que atravessam seu corpo. Na música, Jup do Bairro integrou por cerca de três anos a banda da também multiartista Linn da Quebrada, como sua backing vocal, performer e colaborou na criação de “Pajubá” em 2017. Simultaneamente, criou o projeto BAD DO BAIRRO, ao lado da produtora musical e DJ BADSISTA.
Foi ela quem também assinou a produção musical do EP Corpo sem Juízo, lançado por Jup em 2020. Trabalho de estreia da carreira solo da cantora, em que fala sobre as próprias vivências como mulher trans, nascida e criada na periferia de São Paulo. O EP foi sucesso de público e crítica, rendendo para Jup os prêmios Multishow e APCA na categoria de Revelação do Ano também acabou indicada nas categorias “Revelação” e “Melhor Álbum” pela WME AWARDS BY Music. Corpo sem Juízo traz também as participações especiais de Deize Tigrona, Rico Dalasam, Linn da Quebrada e Mulambo. Na televisão, Jup estreou em 2019 no Canal Brasil (Globosat), juntamente com Linn da Quebrada, o primeiro talk show comandado por uma pessoa trans no Brasil, o programa de entrevistas TransMissão, com duas temporadas já realizadas e uma terceira em produção.
Foi uma das atrações a se apresentar no Lollapalooza Brasil 2022, no mesmo ano partiu foi em turnê pelo mundo e diversas cidades brasileiras com a CORPO SEM JUÍZO - a turnê, afim de promover o álbum.
Em 2024 lançou seu segundo EP, in.corpo.ração, com produção musical do duo CyberKills e participações especiais de Mateus Fazeno Rock e Edgar.

## Discografia

### Extended plays(EPs)
| Álbum           | Detalhes                                                                                        |
| --------------- | ----------------------------------------------------------------------------------------------- |
| Corpo Sem Juízo | - Lançado: 11 de junho de 2020 - Formato: CD, Download digital e Streaming - Gravadora: Tratore |

### Singles

#### Como artista principal
| Ano  | Single                                                       | Álbum             |
| ---- | ------------------------------------------------------------ | ----------------- |
| 2019 | "Corpo Sem Juízo"                                            | Corpo Sem Juízo   |
| 2019 | "Corpo Sem Juízo Remix"                                      | -                 |
| 2019 | "Sou Eu" (com BADSISTA)                                      | -                 |
| 2020 | "Vou Te F****" (com BADSISTA)                                | -                 |
| 2020 | "All You Need Is Love" (com Rico Dalasam & Linn da Quebrada) | Corpo Sem Juízo   |
| 2020 | "Pelo Amor De Deize" (Deize Tigrona)                         | Corpo Sem Juízo   |
| 2020 | "Luta Por Mim" (com Mulamba)                                 | Corpo Sem Juízo   |
| 2020 | "Bixa Preta Pt. 2 Remix" (com Linn da Quebrada & Sanvtto)    | Pajubá - Remix II |
| 2021 | "O Corre"                                                    | Corpo Sem Juízo   |
| 2021 | "Sinfonia do Corpo"                                          | Corpo Sem Juízo   |
| 2022 | "Máscara"                                                    | Icônicas          |

Como Artista Convidada
| Ano  | Single             | Artista(s)       | Álbum  |
| ---- | ------------------ | ---------------- | ------ |
| 2022 | "Busca Implacável" | Pitty & BADSISTA | Casulo |

## Filmografia

### Cinema[10]
| Ano  | Filme             | Personagem | Nota         |
| ---- | ----------------- | ---------- | ------------ |
| 2018 | Bixa Travesty     | Ela mesma  | Documentário |
| 2018 | Abrindo o Armário | Ela mesma  | Documentário |

### Televisão
| Ano  | Filme               | Papel / Cargo | Canal        |
| ---- | ------------------- | ------------- | ------------ |
| 2018 | Republika           | Ela mesma     |              |
| 2020 | Estão Me Observando | Ela mesma     | (websérie)   |
| 2019 | TransMissão         | Apresentadora | Canal Brasil |

## Prêmios e indicações
| Ano  | Prêmio                                         | Categoria         | Indicação       | Resultado |
| ---- | ---------------------------------------------- | ----------------- | --------------- | --------- |
| 2020 | Prêmio Multishow de Música Brasileira          | Artista Revelação | Ela Mesma       | Venceu    |
| 2020 | Associação Paulista de Críticos de Arte (APCA) | Artista Revelação | Ela Mesma       | Venceu    |
| 2020 | WME AWARDS BY Music                            | Artista Revelação | Ela Mesma       | Indicado  |
| 2020 | WME AWARDS BY Music                            | Melhor Álbum      | Corpo sem Juízo | Indicado  |

## Turnês
- CORPO SEM JUÍZO - a turnê (2022)